# Musti Group
Musti Group est un détaillant d'aliments pour animaux de compagnie.

## Présentation
La chaîne est la propriété majoritaire de la Famille Wallenberg par l’intermédiaire d'EQT Partners.
En 2019, Musti group a 277 magasins portant la marque Arken Zoo en Suède, Musti en Norvège et Musti ja Mirri en Finlande.
Musti group est la plus grande chaîne de fournitures pour animaux de compagnie des pays nordiques et la quatrième plus grande chaîne de fournitures pour animaux de compagnie en Europe.

## Actionnaires
Au 29 février 2020, le plus importants actionnaires de Musti sont:
| #  | Actionnaire                | Actions    | %     |
| -- | -------------------------- | ---------- | ----- |
| 1  | Millan Holding             | 8 080 469  | 24,10 |
| 2  | Mandatum Life              | 1 498 606  | 4,47  |
| 3  | Vaaka Partners Buyout I KY | 729 698    | 2,18  |
| 4  | Kaleva                     | 444 285    | 1,33  |
| 5  | Evli Suomi Pienyhtiöt      | 317 647    | 0,95  |
| 6  | Aktia nordic micro cap     | 284 500    | 0,85  |
| 7  | Palcmills Oy               | 284 300    | 0,85  |
| 8  | Ilmarinen oy               | 276 207    | 0,82  |
| 9  | Nordea Nordic Small Cap    | 253 876    | 0,76  |
| 10 | Fim Fenno Sijoitusrahasto  | 250 000    | 0,75  |
|    | total 1-10                 | 12 419 588 | 37,03 |